# Прашки мир (1635)
Прашки мир (1635) је мир којим је завршена шведска фаза Тридесетогодишњег рата. Потписали су га цар Фердинанд II и већина протестантских држава царства. Тиме је био завршен грађански рат унутар Немачке. Тридесетогодишњи рат више после тога није имао карактер грађанског рата. Настављен је касније интервенцијом страних сила Шпаније, Шведске и Француске.

## Цар Фердинандје коначно спреман да направи уступак
Преговоре је подстицао саксонски кнез изборник, који је био лутеран и који је био на царској страни све до шведске интервенције 1630. године. Показало се да није могуће силом наметнути католицизам у царству. Због те чињенице, а и због жеље да се прекину стране војне интервенције у царству цар Фердинанд II је показивао већи степен воље него икад раније да направи уступке лутеранима.

## Одлуке
Главне одлуке тога мира су:
- одгођена је примена Реституцијског едикта за 40 година, а протестантским владарима је дозвољено да задрже секуларизоване бискупије које су држали 1627. То је заштитило лутеранске владаре североисточне Немачке, на рачун оних на југу и западу, којима је царска војска одузела поседе 1627.
- забрањује се немачким кнежевима да стварају међусобне савезе или савезе са страним силама
- одлучено је да се формира јединствена војска од царске војске и војске немачких држава, иако су вође Саксоније и Баварске задржали независну команду над својим снагама
- даје се амнестијама свима који су дигли оружје против цара после 1630, осим Фридриху V Палатинском .

## Уклоњен узрок сукоба
Тим миром окончане су борбе између различитих немачких држава. Повлачењем Реституцијског едикта уклоњен је главни узрок сукоба. Поново је успостављен принцип из Аугзбуршког мира, „чија држава, његова вера“. Као контрауслугу за уступке цар добија обавезу лутеранских кнежева да се боре на његовој страни против страних интервенција, као нпр шведске и будуће француске интервенције.
Цар Фердинанд II је био присиљен да чини и индивидуалне уступке да би приволио поједине веће немачке државе да потпишу мир. Саксонији је обећао горње и доње Лужице. Бранденбургу је обећао Померанију, а чак је и Баварска очекивала неке уступке.